# Horizon Park Race for Peace 2015
La 4e édition de l'Horizon Park Race for Peace a eu lieu le 29 mai 2015. La course fait partie du calendrier UCI Europe Tour 2015 en catégorie 1.2.
L'épreuve a été remportée en solitaire par l'Ukrainien Sergiy Lagkuti (Kolss-BDC) 58 secondes devant son coéquipier et compatriote Denys Kostyuk et une minute et trois secondes devant un autre Ukrainien Anatoliy Pakhtusov (ISD Continental).

## Présentation
La course est suivie le lendemain par l'Horizon Park Race Maïdan et le surlendemain par l'Horizon Park Classic.

### Équipes
Classée en catégorie 1.2 de l'UCI Europe Tour, l'Horizon Park Race for Peace est par conséquent ouverte aux équipes continentales professionnelles ukrainiennes, aux équipes continentales, aux équipes nationales et aux équipes régionales et de clubs.
Vingt-et-une équipes participent à cette Horizon Park Race for Peace - huit équipes continentales, quatre équipes nationales et neuf équipes régionales et de clubs :
| Équipes continentales | Équipes continentales | Équipes continentales |
| Nom de l'équipe       | Pays                  | Code                  |
| --------------------- | --------------------- | --------------------- |
| ISD Continental       | Ukraine               | ISD                   |
| Kolss-BDC             | Ukraine               | KLS                   |
| Kyiv Capital Racing   | Ukraine               | KCR                   |
| Minsk CC              | Biélorussie           | MCC                   |
| SKC Tufo Prostějov    | Tchéquie              | SKC                   |
| Vino 4-ever           | Kazakhstan            | V4E                   |
| Vorarlberg            | Autriche              | VBG                   |
| Wibatech Fuji         | Pologne               | WIB                   |

| Équipes nationales              | Équipes nationales | Équipes nationales |
| Nom de l'équipe                 | Pays               | Code               |
| ------------------------------- | ------------------ | ------------------ |
| Équipe nationale de Biélorussie | Biélorussie        | BLR                |
| Équipe nationale de Hongrie     | Hongrie            | HUN                |
| Équipe nationale de Moldavie    | Moldavie           | MDA                |
| Équipe nationale d'Ukraine      | Ukraine            | UKR                |

| Équipes régionales et de clubs | Équipes régionales et de clubs | Équipes régionales et de clubs |
| Nom de l'équipe                | Pays                           | Code                           |
| ------------------------------ | ------------------------------ | ------------------------------ |
| Athlet                         | Ukraine                        | ATH                            |
| CMI-Verge                      | États-Unis                     | CMI                            |
| Comanche Kyiv                  | Ukraine                        | COM                            |
| Kremenchuk                     | Ukraine                        | KRT                            |
| Mykolaïvska Oblast             | Ukraine                        | MKL                            |
| Promin                         | Ukraine                        | PRM                            |
| Randers CK 1910                | Danemark                       | RCK                            |
| Sdushor-3 Tiraspol             | Moldavie                       | SDU                            |
| SK Olimp-Rivine                | Ukraine                        | RIV                            |

### Règlement de la course

#### Primes
Les vingt prix sont attribués suivant le barème de l'UCI,. Le total général des prix distribués est de 6 010 €.
| Position | 1er     | 2e      | 3e    | 4e    | 5e    | 6e    | 7e    | 8e    | 9e    | 10e à 20e |
| Prix     | 2 425 € | 1 210 € | 607 € | 305 € | 240 € | 180 € | 180 € | 118 € | 118 € | 57 €      |

## Classements

### Classement final
| Classement final | Classement final      | Classement final | Classement final    | Classement final   |
|                  | Coureur               | Pays             | Équipe              | Temps              |
| ---------------- | --------------------- | ---------------- | ------------------- | ------------------ |
| 1er              | Sergiy Lagkuti        | Ukraine          | Kolss-BDC           | en 3 h 21 min 45 s |
| 2e               | Denys Kostyuk         | Ukraine          | Kolss-BDC           | + 58 s             |
| 3e               | Anatoliy Pakhtusov    | Ukraine          | ISD Continental     | + 1 min 3 s        |
| 4e               | Mykhailo Kononenko    | Ukraine          | Kolss-BDC           | + 1 min 4 s        |
| 5e               | Aliaksandr Kuschynski | Biélorussie      | Minsk CC            | + 3 min 1 s        |
| 6e               | Andriy Khripta        | Ukraine          | Kyiv Capital Racing | + 3 min 1 s        |
| 7e               | Andriy Vasylyuk       | Ukraine          | Kolss-BDC           | + 3 min 4 s        |
| 8e               | Jesper Hansen         | Danemark         | Randers CK 1910     | + 3 min 4 s        |
| 9e               | Clément Koretzky      | France           | Vorarlberg          | + 3 min 4 s        |
| 10e              | Grischa Janorschke    | Allemagne        | Vorarlberg          | + 3 min 33 s       |
| modifier         |                       |                  |                     |                    |

### UCI Europe Tour
Cette Horizon Park Race for Peace attribue des points pour l'UCI Europe Tour 2015, par équipes seulement aux coureurs des équipes continentales professionnelles et continentales, individuellement à tous les coureurs sauf ceux faisant partie d'une équipe ayant un label WorldTeam.
| Position,          | 1er | 2e | 3e | 4e | 5e | 6e | 7e | 8e |
| Classement général | 40  | 30 | 16 | 12 | 10 | 8  | 6  | 3  |

## Liste des participants
- Liste de départ complète

| Légende | Légende                                                                      | Légende | Légende                                                    |
| ------- | ---------------------------------------------------------------------------- | ------- | ---------------------------------------------------------- |
| Num     | Dossard de départ porté par le coureur sur cette Horizon Park Race for Peace | Pos     | Position à l'arrivée de la course                          |
|         | Indique un maillot de champion national ou mondial, suivi de sa spécialité   | NP      | Indique un coureur qui n'a pas pris le départ de la course |
| AB      | Indique un coureur qui n'a pas terminé la course                             | HD      | Indique un coureur qui a terminé la course hors des délais |

| Comanche Kyiv COM     | Comanche Kyiv COM          | Comanche Kyiv COM |
| --------------------- | -------------------------- | ----------------- |
| Num                   | Coureur                    | Pos               |
| 1                     | Roman Gladysh (UKR)        | AB                |
| 2                     | Vitaliy Hryniv (UKR)       | NP                |
| 3                     | Vladislav Kreminskyi (UKR) | AB                |
| 4                     | Yuriy Polyakov (UKR)       | AB                |
| 5                     | Markiyan Mikhenko (UKR)    | AB                |
| 6                     |                            |                   |
| Directeur sportif : ? |                            |                   |

| Randers CK 1910 RCK   | Randers CK 1910 RCK    | Randers CK 1910 RCK |
| --------------------- | ---------------------- | ------------------- |
| Num                   | Coureur                | Pos                 |
| 11                    | Jesper Hansen (DEN)    | 8e                  |
| 12                    | Jacques Stilling (DEN) | 17e                 |
| 13                    | Simon Gaál (DEN)       | AB                  |
| 14                    | Sebastian Møller (DEN) | AB                  |
| 15                    | Rasmus Ginnerup (DEN)  | AB                  |
| 16                    | Jakob Frandsen (DEN)   | 19e                 |
| Directeur sportif : ? |                        |                     |

| Kremenchuk KRT        | Kremenchuk KRT           | Kremenchuk KRT |
| --------------------- | ------------------------ | -------------- |
| Num                   | Coureur                  | Pos            |
| 21                    | Mykola Panibratets (UKR) | AB             |
| 22                    | Bogdan Parfeniuk (UKR)   | AB             |
| 23                    | Taras Parfeniuk (UKR)    | AB             |
| 24                    | Bogdan Ryaposov (UKR)    | AB             |
| 25                    | Yevhenii Manko (UKR)     | AB             |
| 26                    |                          |                |
| Directeur sportif : ? |                          |                |

| Vino 4-ever V4E       | Vino 4-ever V4E            | Vino 4-ever V4E |
| --------------------- | -------------------------- | --------------- |
| Num                   | Coureur                    | Pos             |
| 31                    | Vladislav Filipovich (KAZ) | AB              |
| 32                    | Dmitriy Lukyanov (KAZ)     | 31e             |
| 33                    | Sergey Vlassenko (KAZ)     | AB              |
| 34                    | Taras Voropayev (KAZ)      | AB              |
| 35                    | Vitaliy Zverev (KAZ)       | AB              |
| 36                    |                            |                 |
| Directeur sportif : ? |                            |                 |

| ISD Continental ISD   | ISD Continental ISD      | ISD Continental ISD |
| --------------------- | ------------------------ | ------------------- |
| Num                   | Coureur                  | Pos                 |
| 41                    | Anatoliy Pakhtusov (UKR) | 3e                  |
| 42                    | Maksym Vasyliev (UKR)    | 20e                 |
| 43                    | Volodymyr Dzhus (UKR)    | 15e                 |
| 44                    | Ilya Klepikov (UKR)      | 32e                 |
| 45                    |                          |                     |
| 46                    |                          |                     |
| Directeur sportif : ? |                          |                     |

| Kyiv Capital Racing KCR | Kyiv Capital Racing KCR  | Kyiv Capital Racing KCR |
| ----------------------- | ------------------------ | ----------------------- |
| Num                     | Coureur                  | Pos                     |
| 51                      | Andriy Khripta (UKR)     | 6e                      |
| 52                      | Oleksiy Kasyanov (UKR)   | 36e                     |
| 53                      | Anton Moruha (UKR)       | 25e                     |
| 54                      | Iurii Shumilov (UKR)     | 40e                     |
| 55                      | Valerii Taradai (UKR)    | 22e                     |
| 56                      | Konstantin Ashurov (UKR) | AB                      |
| Directeur sportif : ?   |                          |                         |

| SK Olimp-Rivine RIV   | SK Olimp-Rivine RIV    | SK Olimp-Rivine RIV |
| --------------------- | ---------------------- | ------------------- |
| Num                   | Coureur                | Pos                 |
| 61                    | Igor Horbachuk (UKR)   | AB                  |
| 62                    | Maksym Zubar (UKR)     | NP                  |
| 63                    | Ivan Khomiv (UKR)      | AB                  |
| 64                    | Taras Pylypiv (UKR)    | AB                  |
| 65                    | Roman Seliversov (UKR) | AB                  |
| 66                    |                        |                     |
| Directeur sportif : ? |                        |                     |

| Vorarlberg VBG        | Vorarlberg VBG           | Vorarlberg VBG |
| --------------------- | ------------------------ | -------------- |
| Num                   | Coureur                  | Pos            |
| 71                    | Víctor de la Parte (ESP) | AB             |
| 72                    | Grischa Janorschke (GER) | 10e            |
| 73                    | Patrick Jäger (AUT)      | AB             |
| 74                    | Clément Koretzky (FRA)   | 9e             |
| 75                    | Christoph Springer (GER) | 27e            |
| 76                    |                          |                |
| Directeur sportif : ? |                          |                |

| Équipe nationale de Biélorussie BLR | Équipe nationale de Biélorussie BLR | Équipe nationale de Biélorussie BLR |
| ----------------------------------- | ----------------------------------- | ----------------------------------- |
| Num                                 | Coureur                             | Pos                                 |
| 81                                  | Kanstantsin Budkevich (BLR)         | 30e                                 |
| 82                                  | Vasili Strokau (BLR)                | 12e                                 |
| 83                                  | Vladislav Dubovski (BLR)            | 29e                                 |
| 84                                  | Aliaksandr Piasetski (BLR)          | 37e                                 |
| 85                                  | Arseni Ikanovich (BLR)              | 41e                                 |
| 86                                  | Uladzislau Yanachkin (BLR)          | 26e                                 |
| Directeur sportif : ?               |                                     |                                     |

| Promin PRM            | Promin PRM                | Promin PRM |
| --------------------- | ------------------------- | ---------- |
| Num                   | Coureur                   | Pos        |
| 91                    | Artur Tsvetkov (UKR)      | AB         |
| 92                    | Ievgenii Andriichuk (UKR) | AB         |
| 93                    | Oleksii Tarkovskyi (UKR)  | AB         |
| 94                    | Kostyantyn Rybaruk (UKR)  | AB         |
| 95                    |                           |            |
| 96                    |                           |            |
| Directeur sportif : ? |                           |            |

| Kolss-BDC KLS         | Kolss-BDC KLS              | Kolss-BDC KLS |
| --------------------- | -------------------------- | ------------- |
| Num                   | Coureur                    | Pos           |
| 101                   | Vitaliy Buts (UKR) (Route) | AB            |
| 102                   | Denys Kostyuk (UKR)        | 2e            |
| 103                   | Mykhailo Kononenko (UKR)   | 4e            |
| 104                   | Andriy Vasylyuk (UKR)      | 7e            |
| 105                   | Oleksandr Polivoda (UKR)   | AB            |
| 106                   | Sergiy Lagkuti (UKR)       | 1er           |
| Directeur sportif : ? |                            |               |

| Mykolaïvska Oblast MKL | Mykolaïvska Oblast MKL    | Mykolaïvska Oblast MKL |
| ---------------------- | ------------------------- | ---------------------- |
| Num                    | Coureur                   | Pos                    |
| 111                    | Victor Shevtsov (UKR)     | AB                     |
| 112                    | Vladislav Pogorelov (UKR) | 42e                    |
| 113                    | Dmytro Pogorelov (UKR)    | AB                     |
| 114                    | Bogdan Suglobov (UKR)     | AB                     |
| 115                    | Usyein Zmorka (UKR)       | AB                     |
| 116                    |                           |                        |
| Directeur sportif : ?  |                           |                        |

| SKC Tufo Prostějov SKC | SKC Tufo Prostějov SKC    | SKC Tufo Prostějov SKC |
| ---------------------- | ------------------------- | ---------------------- |
| Num                    | Coureur                   | Pos                    |
| 121                    |                           |                        |
| 122                    | Radovan Doležel (CZE)     | 44e                    |
| 123                    | Wojtek Pszczolarski (POL) | 28e                    |
| 124                    | Matěj Zahálka (CZE)       | 11e                    |
| 125                    | Jakub Filip (CZE)         | 38e                    |
| 126                    | Marek Šipoš (CZE)         | AB                     |
| Directeur sportif : ?  |                           |                        |

| Équipe nationale d'Ukraine UKR | Équipe nationale d'Ukraine UKR | Équipe nationale d'Ukraine UKR |
| ------------------------------ | ------------------------------ | ------------------------------ |
| Num                            | Coureur                        | Pos                            |
| 131                            | Yaroslav Popovych (UKR)        | 39e                            |
| 132                            | Volodymyr Dyudya (UKR)         | AB                             |
| 133                            | Volodymyr Gomenyuk (UKR)       | AB                             |
| 134                            | Artem Tesler (UKR)             | 21e                            |
| 135                            | Yuriy Metlushenko (UKR)        | AB                             |
| 136                            |                                |                                |
| Directeur sportif : ?          |                                |                                |

| Équipe nationale de Moldavie MDA | Équipe nationale de Moldavie MDA | Équipe nationale de Moldavie MDA |
| -------------------------------- | -------------------------------- | -------------------------------- |
| Num                              | Coureur                          | Pos                              |
| 141                              | Sergiu Cioban (MDA)              | NP                               |
| 142                              | Victor Cartin (MDA)              | AB                               |
| 143                              | Constantin Halca (MDA)           | AB                               |
| 144                              | Evghenii Berezutchi (MDA)        | AB                               |
| 145                              | Andrei Vrabii (MDA)              | AB                               |
| 146                              |                                  |                                  |
| Directeur sportif : ?            |                                  |                                  |

| Sdushor-3 Tiraspol SDU | Sdushor-3 Tiraspol SDU | Sdushor-3 Tiraspol SDU |
| ---------------------- | ---------------------- | ---------------------- |
| Num                    | Coureur                | Pos                    |
| 151                    | Denis Bazeliuc (MDA)   | AB                     |
| 152                    | Dumitru Bumbu (MDA)    | AB                     |
| 153                    | Andrei Ceban (MDA)     | AB                     |
| 154                    | Andrei Covalciuc (MDA) | 43e                    |
| 155                    |                        |                        |
| 156                    |                        |                        |
| Directeur sportif : ?  |                        |                        |

| Minsk CC MCC          | Minsk CC MCC                | Minsk CC MCC |
| --------------------- | --------------------------- | ------------ |
| Num                   | Coureur                     | Pos          |
| 161                   | Aliaksandr Kuschynski (BLR) | 5e           |
| 162                   | Siarhei Papok (BLR)         | AB           |
| 163                   | Andrei Krasilnikau (BLR)    | 34e          |
| 164                   | Kanstantin Klimiankou (BLR) | 14e          |
| 165                   | Andrei Piashkun (BLR)       | AB           |
| 166                   | Uladzimir Harakhavik (BLR)  | 18e          |
| Directeur sportif : ? |                             |              |

| CMI-Verge CMI         | CMI-Verge CMI            | CMI-Verge CMI |
| --------------------- | ------------------------ | ------------- |
| Num                   | Coureur                  | Pos           |
| 171                   | Antti Sizko (FIN)        | AB            |
| 172                   | Dmytro Ponomarenko (UKR) | 13e           |
| 173                   | Michael Alborn (SUI)     | AB            |
| 174                   | Andrii Sach (UKR)        | AB            |
| 175                   | Yuri Levinson (ISR)      | AB            |
| 176                   |                          |               |
| Directeur sportif : ? |                          |               |

| Athlet ATH            | Athlet ATH            | Athlet ATH |
| --------------------- | --------------------- | ---------- |
| Num                   | Coureur               | Pos        |
| 181                   | Andriy Gladkyy (UKR)  | NP         |
| 182                   | Maksym Samoliuk (UKR) | AB         |
| 183                   | Denys Mudrenko (UKR)  | AB         |
| 184                   | Igor Vozniyk (UKR)    | AB         |
| 185                   | Rolly Weaver (USA)    | 35e        |
| 186                   | Stanislav Rudyy (UKR) | NP         |
| Directeur sportif : ? |                       |            |

| Équipe nationale de Hongrie HUN | Équipe nationale de Hongrie HUN | Équipe nationale de Hongrie HUN |
| ------------------------------- | ------------------------------- | ------------------------------- |
| Num                             | Coureur                         | Pos                             |
| 191                             | Žolt Der (HUN)                  | 23e                             |
| 192                             | István Molnár (HUN)             | AB                              |
| 193                             | Márton Solymosi (HUN)           | AB                              |
| 194                             | Zoltán Lengyel (HUN)            | AB                              |
| 195                             | Balázs Rózsa (HUN)              | AB                              |
| 196                             |                                 |                                 |
| Directeur sportif : ?           |                                 |                                 |

| Wibatech Fuji WIB     | Wibatech Fuji WIB           | Wibatech Fuji WIB |
| --------------------- | --------------------------- | ----------------- |
| Num                   | Coureur                     | Pos               |
| 201                   | Dariusz Batek (POL)         | 33e               |
| 202                   | Sylwester Janiszewski (POL) | 16e               |
| 203                   |                             |                   |
| 204                   | Wojciech Skarzynski (POL)   | 24e               |
| 205                   | Bartosz Pilis (POL)         | 45e               |
| 206                   |                             |                   |
| Directeur sportif : ? |                             |                   |